# Wakuma Misgana
Wakuma Misgana Fekansa (né le 5 juillet 2004) est un athlète éthiopien, spécialiste de la marche.

## Biographie
Wakuma Misgana remporte la médaille d'or du 10 000 mètres marche lors des Championnats d'Afrique juniors d'athlétisme 2023 à Ndola.
En 2024, il est médaillé d'or du 20 kilomètres marche aux Jeux africains à Accra ainsi qu'aux Championnats d'Afrique à Douala.
Il est nommé porte-drapeau de la délégation de l'Éthiopie aux Jeux olympiques d'été de 2024 à Paris avec la nageuse Lina Alemayehu Selo.

## Palmarès
| Date | Compétition                    | Lieu         | Résultat | Épreuve         | Performance     |
| ---- | ------------------------------ | ------------ | -------- | --------------- | --------------- |
| 2022 | Championnats d'Afrique         | Saint-Pierre | 4e       | 20 km marche    | 1 h 22 min 48 s |
| 2023 | Championnats d'Afrique juniors | Ndola        | 1er      | 10 000 m marche | 41 min 36 s 64  |
| 2024 | Jeux africains                 | Accra        | 1er      | 20 km marche    | 1 h 28 min 5 s  |
| 2024 | Championnats d'Afrique         | Douala       | 1er      | 20 km marche    | 1 h 22 min 49 s |
| 2024 | Jeux olympiques                | Paris        | 6e       | 20 km marche    | 1 h 19 min 31 s |

### Records
| Épreuve         | Performance          | Lieu  | Date          |
| --------------- | -------------------- | ----- | ------------- |
| 10 000 m marche | 41 min 36 s 64       | Ndola | 2 mai 2023    |
| 20 km marche    | 1 h 19 min 31 s (NR) | Paris | 1er août 2024 |